# 大村海軍航空隊

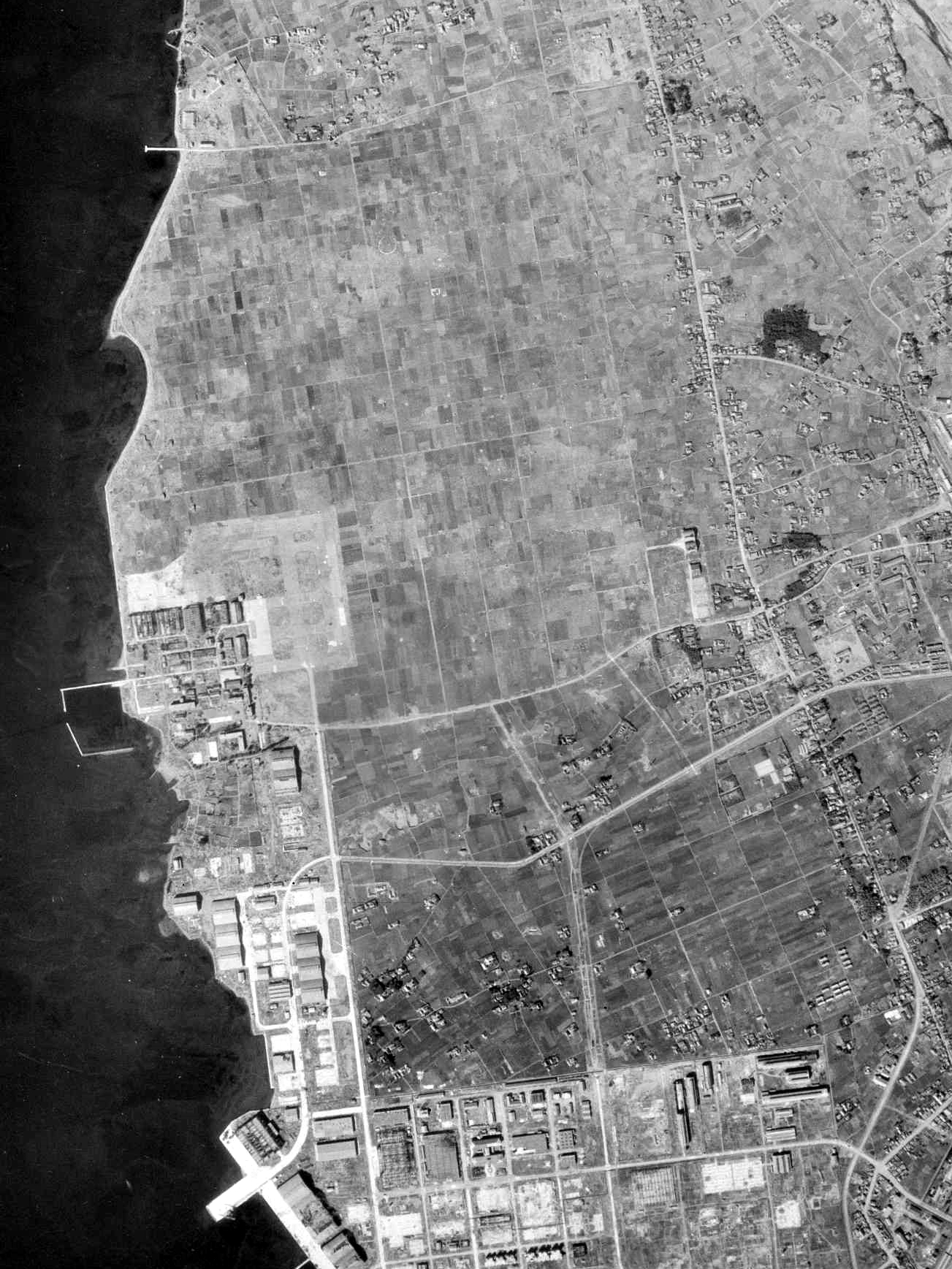
大村海軍航空隊跡（1948年）
終戦から約3年経ち、滑走路だった部分は開墾地（田畑）となった。

大村海軍航空隊（おおむらかいぐんこうくうたい）は、日本海軍の部隊の一つ。長崎県東彼杵郡大村町（現・大村市）に開隊し、搭乗員の訓練を目的に、あらゆる機種の訓練を推進した。昭和19年後半頃より、戦闘機隊教官を中心に防空任務を担当するようになり、成都を基地とするB-29戦略爆撃機隊の邀撃に参加した。末期には沖縄の地上戦を支援するために、爆装零戦による特別攻撃にも従事した。昭和18〜19年にかけて、操縦者の大量育成を図るために、3個分遣隊が増設された。これらは昭和19〜20年に独立し、元山海軍航空隊（げんさんかいぐんこうくうたい）・諫早海軍航空隊（いさはやかいぐんこうくうたい）・釜山海軍航空隊（ふざんかいぐんこうくうたい）となった。本稿では大村海軍航空隊（大村空）に加え、大村空分遣隊より独立した各航空隊についても述べる。

## 沿革
ワシントン海軍軍縮条約の発効とともに、海軍は補助戦備の大転換を画策し、航空隊の増強を狙った。従来の航空教育は横須賀海軍航空隊が担っていたが、大増強のためにはさらなる飛行場と航空隊が必要であった。そこで、東日本と西日本に大規模な航空基地を設置し、基礎訓練から実用機慣熟訓練までを一貫して行う教育航空隊を設置することとした。東日本に設置したのが霞ヶ浦海軍航空隊、西日本が大村空である。以前より航空船訓練や暫定飛行場として使用実績がある霞ヶ浦とは違い、大村は一からのスタートとなった。佐世保鎮守府に近い平坦地で、陸軍歩兵第46連隊の衛戍地として軍への協力が取り付けやすい長崎県東彼杵郡大村町（現・大村市）の海岸に滑走路を設置し、横空・佐空・霞空に続く第五の海軍航空隊として開かれた。大陸に最も近い航空基地として、日華事変の際には木更津海軍航空隊の渡洋爆撃基地として機能し、また、手狭な佐世保飛行場に代わって佐世保海軍航空隊戦闘機隊が駐留していた。

### 太平洋戦争開戦まで
- 大正11年（1922年）12月1日 - 開隊
- 昭和4年（1929年）11月1日 - 佐世保鎮守府の航空母艦加賀、就役艦載機隊を大村空で編成
- 昭和5年（1930年）8月 - 航空訓練に参加、水平爆撃
- 昭和10年（1935年）2月 - 無線航法実験、佐世保海軍航空隊と合同で実施
- 昭和11年（1936年）

3月27日 - 朝鮮移動訓練中、京城飛行場格納庫火災に遭遇
4月20日 - 海軍航空技術廠で九四式艦上爆撃機落成、要員を派遣し実機訓練を実施
- 昭和12年

7月11日 - 盧溝橋事件対策に第十三航空隊を編制、30機（戦闘機12・艦爆18）派遣
8月8日 - 第一連合航空隊木更津海軍航空隊大村進駐渡洋爆撃を実施
- 昭和13年（1938年）

2月22日 - 十三空を陸攻隊に改編、旧要員帰還
6月25日 - 武漢攻略作戦に備え、第十五航空隊を大村で編制陸攻6・戦闘12・艦爆12）
12月1日 - 武漢攻略完遂、十五空は解散し大村に帰還
- 昭和14年（1939年）4月1日 - 佐世保鎮守府の航空母艦飛龍就役艦載機隊を大村空で編成
- 昭和15年（1940年）11月15日 - 博多海軍航空隊開隊に伴い第十二連合航空隊（大分海軍航空隊・宇佐海軍航空隊）に編入

### 太平洋戦争開戦後
- 昭和16年（1941年）

10月1日 - 第二十一海軍航空廠を併設
12月8日 - 太平洋戦争開戦に伴い、九州西岸～対馬海峡の対戦哨戒を開始
- 昭和17年（1942年）

3月26日 - 東シナ海に敵潜水艦侵入、4月3日まで対潜掃討に従事、戦果なし
- 昭和19年（1944年）

3月15日 - 諫早分遣隊（初歩練）・元山分遣隊（戦闘機慣熟）設置
5月15日 - 済州島分遣隊（初歩練）設置
8月1日 - 佐世保空大村分遣隊、第三五二海軍航空隊に改編、大村駐留を継続
8月10日 - 元山分遣隊、二代元山海軍航空隊に改編
8月20日 - B-29初空襲戦闘機隊は大村上空で哨戒
10月25日 - 大村初空襲、第二十一海軍航空廠全焼三五二空の防空邀撃に協力。以後、大村市は18回爆撃、そのたびに三五二空・大村空で邀撃
11月11日 - B-29偵察機、九州を偵察5機で追尾するが取り逃がす
- 昭和20年（1945年）

2月11日 - 済州島分遣隊、釜山海軍航空隊に改編
3月1日 - 諫早分遣隊、諫早海軍航空隊に改編
3月頃 - 「天号作戦」に備え特攻隊を編成、「神剣隊」を結成
3月27日 - 八幡空襲邀撃に協力
4月1日 - 沖縄に連合軍上陸実施部隊は三五二空とともに笠之原飛行場に進出
4月6日 - 「菊水一号作戦」発動第一神剣隊16機出撃
4月14日 - 第二神剣隊9機出撃
4月16日 - 第三神剣隊3機・第四神剣隊1機出撃
4月21日 - 笠之原飛行場に敵機襲来、邀撃
4月22日 - 特攻隊を喜界島上空まで護衛
4月27日 - 笠之原飛行場に敵機襲来、邀撃
5月4日 - 第五神剣隊15機出撃
5月5日 - 解隊
大村飛行場は相次ぐ空襲で壊滅的な被害を受けていたため、訓練は不可能な状態にあった。一方、本土決戦の際には基地として使用できるようにするため、海軍乙航空隊の西海海軍航空隊の隷下に置くこととなった。このため、伝統ある大村空も解散となった。笠之原に残留した神剣隊は解散を許されず、第七二一海軍航空隊に委譲され、5月14日の第六神剣隊の出撃をもって壊滅した。

## 主力機種
水上機・飛行艇を除く各種陸上機・艦上機。
ただし、横須賀海軍航空隊で訓練した気球隊、霞ヶ浦海軍航空隊で訓練した飛行船隊の配属はない。

## 歴代司令
- （心得）秋山虎六 中佐：1922年12月1日[1] - 1923年10月20日[2]
- （心得）市川大治郎 中佐：1923年10月20日 - 不詳
- 市川大治郎 中佐：不詳 - 1924年12月1日[3]
- 山田忠治 中佐：1924年12月1日 - 1926年12月1日
- 高原昌平 大佐：1926年12月1日[4] - 1927年11月1日[5]
- 中村忍 中佐：1927年11月1日[5] - 1929年5月15日[6]
- 藤沢孝政 中佐：1929年5月15日[6] -
- 竹田六吉 中佐：1930年12月1日 - 1931年12月1日[7]
- 寺田幸吉 大佐：1931年12月1日 - 1932年11月15日[8]
- 大野一郎 中佐：1932年11月15日 - 1934年11月15日[9]
- 露木専治 大佐：1934年11月15日[9] - 1936年4月10日[10]
- 寺田幸吉 大佐：1936年4月10日 - 1936年12月1日[11]
- 千田貞敏 大佐：1936年12月1日 - 1937年7月11日[12]
- 内田市太郎 大佐：1937年9月25日[13] - 1938年11月15日[14]
- 服部勝二 大佐：1938年11月15日 - 1939年11月15日[15]
- 伊藤良秋 大佐：1939年11月15日 - 1941年6月25日[16]
- 井上左馬二 大佐：1941年6月25日 -
- 堀九郎：1942年2月14日 -
- 森田千里：1943年3月10日 -
- 古田良夫：1943年10月1日 -
- 山本栄：1943年10月頃 -
- 大竹嘉重郎：1943年10月頃 -
- 寺崎隆治：1944年7月頃 -
- 柴田文三：1945年1月1日 - 5月5日解隊

## 戦後の大村飛行場

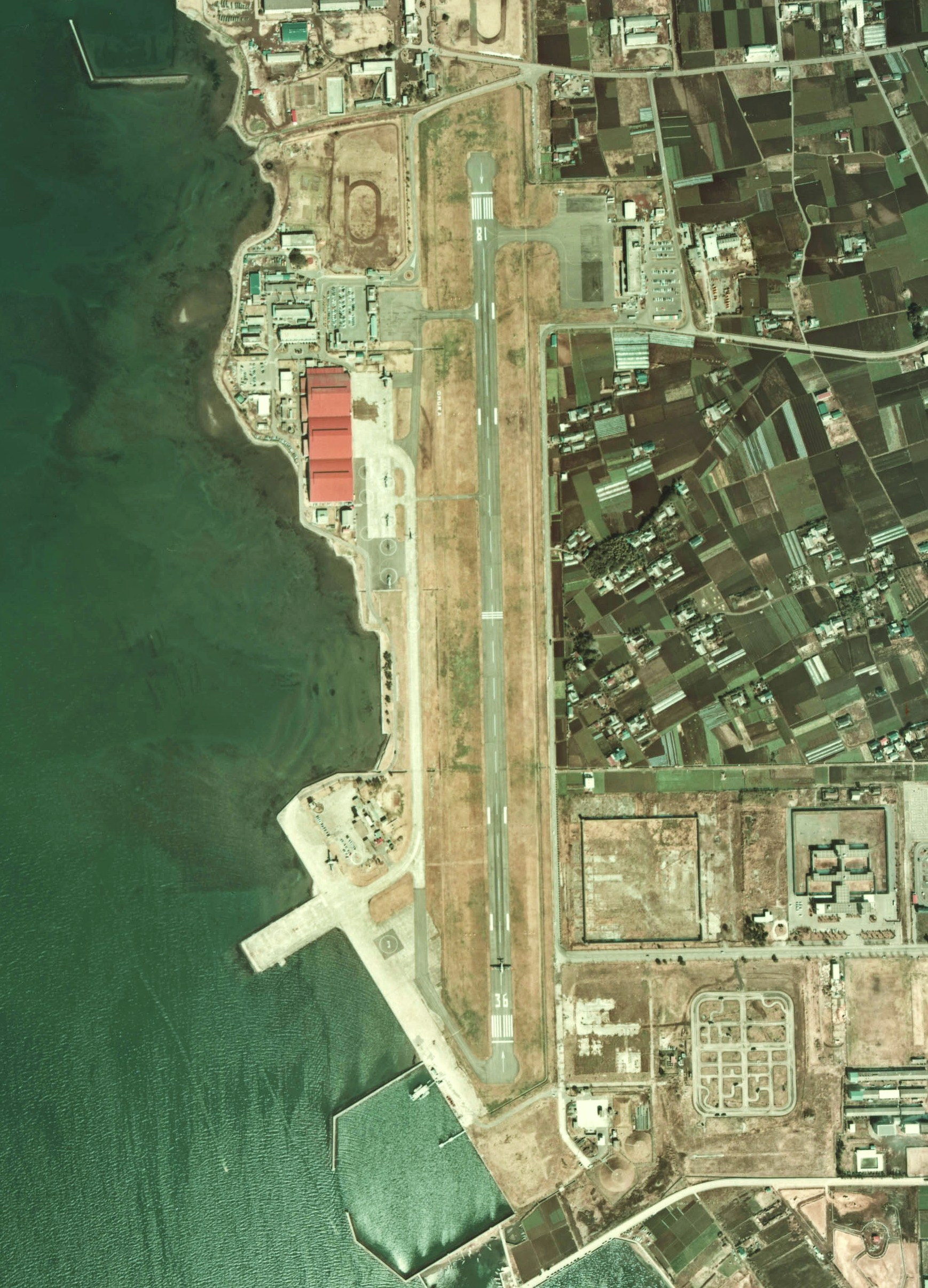
新滑走路へ移転直前の大村飛行場（1974年）

昭和30年より海上自衛隊が使用を開始し、大村航空基地が発足した。同時に民間航空も開設された。長らく民間と海自が競合していたが、昭和50年に沖合の箕島に新滑走路が開かれ、民間機はすべて新滑走路に移転した。

## 諫早海軍航空隊

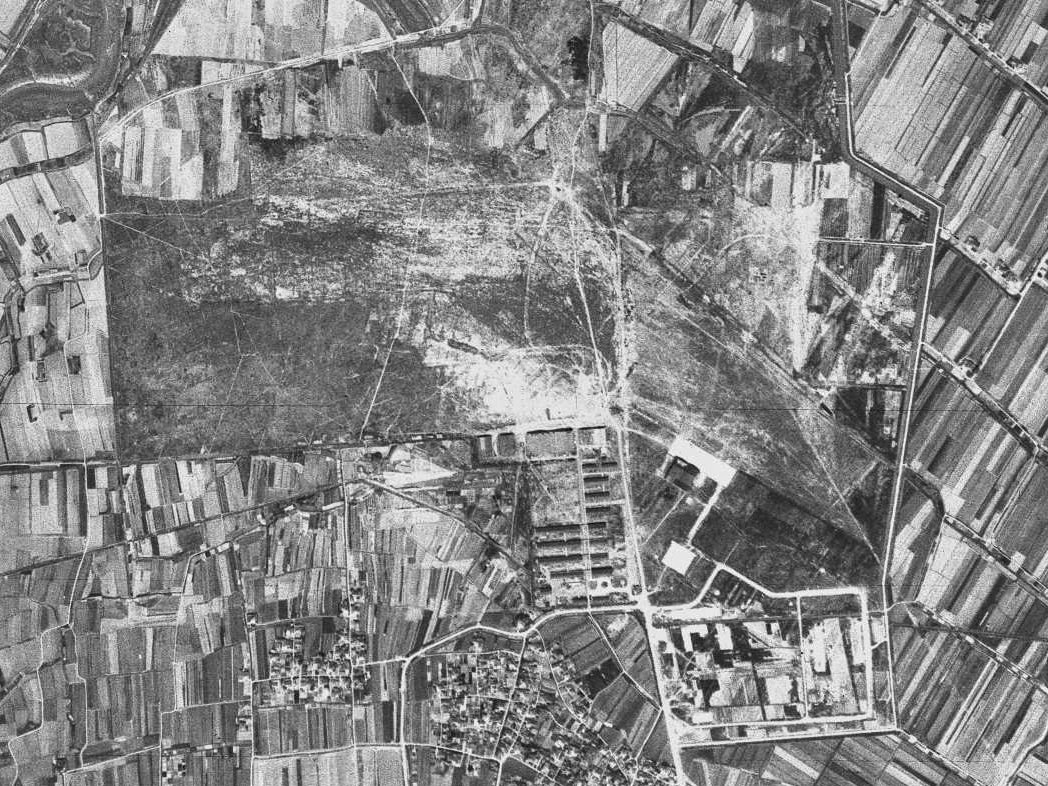
諫早海軍航空隊跡地（1947年）

昭和19年3月15日に大村空の分遣隊として、長崎県諫早市小野の逓信省長崎地方航空機乗員養成所を接収して設置された。昭和20年3月1日に独立し、陸上機初歩訓練を継続した。諫早航空隊に附属して海軍病院が設置されたため、8月9日の長崎市への原子爆弾投下の際には、いち早く被災者の受け入れを実施している。司令は竹中正雄大佐が独立当日より着任し、解隊まで指揮した。

## 元山海軍航空隊
朝鮮半島中部の元山飛行場は、開戦時に活動した陸攻隊の元山海軍航空隊が原隊としていたが、南方に進出したまま帰還することができなかったため、施設に余裕があった。そこで、初歩訓練を終えて戦闘機実用訓練に入った訓練生の教育を推進するため、昭和19年3月15日に元山分遣隊を設置した。他の分遣隊より一足早く、同年8月10日に独立し、二代目の元山空となった。沖縄地上戦に際し、元山空は特攻隊として「七生隊」を派遣し、大村空の神剣隊と統一行動を取っている。元山空の行動については元山海軍航空隊#二代元山海軍航空隊を参照されたい。

## 釜山海軍航空隊
昭和19年5月15日に大村空の分遣隊として、済州島の海軍飛行場に設置された。昭和20年に入ると、海上護衛総司令部隷下の第九〇一海軍航空隊が駐留するため、済州島分遣隊の移設が必要となった。そこで釜山市近郊の金海飛行場に移転。2月11日に独立し、陸上機初歩訓練を継続した。司令は林季樹予備役大佐が分遣隊長から横滑りしたのち、5月11日に現役の高橋俊策大佐と交代し、終戦後解隊した。